# Isaura (série télévisée, 1976)
Pour les articles homonymes, voir Isaura.
Isaura (Escrava Isaura) est une telenovela brésilienne en 100 épisodes de 40 minutes, créée par Gilberto Braga d'après le roman L'Esclave Isaura de Bernardo Guimarães, publié en 1875. Le feuilleton est diffusé entre le 11 octobre 1976 et le 5 février 1977 sur le réseau Globo. Il s'agit de la première télénovela ayant rayonné jusqu'en Europe.
En France, 30 épisodes de 35 minutes ont été diffusés entre le 5 novembre 1984 et le 14 décembre 1984 puis rediffusés entre le 8 juillet 1985 et le 16 août 1985 sur Canal+. Un autre découpage en 40 épisodes de 26 minutes a donné lieu aux rediffusions suivantes en France :
- du 5 janvier au 27 février 1987 sur TF1
- du 5 octobre au 27 novembre 1987, toujours sur TF1
- du 26 octobre au 18 décembre 1992 sur France 3
- du 25 mars au 17 mai 1996 sur Série Club
- du 9 août au 1er octobre 1999 sur Téva
- du 18 juillet au 14 août 2000, toujours sur Téva.

## Synopsis
Au XIXe siècle, au Brésil. Miguel, un blanc, souhaite obtenir la libération d'une esclave qu'il aime et qui attend son enfant. Monsieur Almeida, le maître de la jeune femme noire, un riche planteur de canne à sucre, refuse de se séparer d'elle. Elle meurt après avoir donné naissance à Isaura, blanche comme son père. Dona Ester, la femme du commandeur Almeida, ne souhaite pas que Isaura soit élevée par les esclaves. Elle est alors éduquée dans la maison du maître comme si elle faisait partie de la famille. Cependant, les époux ne régularisent pas la situation d'Isaura, qui a hérité de sa défunte mère le statut d'esclave.
Leôncio, le fils unique d'Almeida et d'Ester, est de retour d'Europe où il a passé plusieurs années à gaspiller l'argent que son père lui envoyait. Ce dernier croit que son fils rentre avec un diplôme universitaire de physique. Il ne se doute pas que le jeune homme passait son temps à jouer et à courtiser les jolies femmes.
Le commandeur veut marier son fils avec la jeune Malvina Fontoura. Leôncio de son côté s'amourache d'Isaura. Cette dernière quant à elle tombe sous le charme du beau Tobias Vidal, un planteur du voisinage.
Leôncio devient le maître de la Fazenda. Pour qu'Isaura cède à ses avances, il lui fait du chantage. Elle devient esclave domestique dans un premier temps, puis devant sa persévérance, se retrouve dans des conditions de vie de plus en plus difficiles.
Entre maîtres et esclaves, Isaura est mal à l'aise. Malgré sa grande gentillesse, elle est jalousée par Rosa, une des esclaves noires de la plantation qui n'apprécie pas le traitement de faveur dont la jeune fille a bénéficié en raison de la clarté de sa peau.

## Distribution
- Lucélia Santos (VF : Anne Rochant) : Isaura
- Rubens de Falco : Leôncio
- Roberto Pirillo (pt) : Tobias
- Edwin Luisi (pt) (VF : Jean-Pierre Leroux) : Álvaro
- Zeni Pereira (pt) (VF : Paule Emanuele) : Januária
- Gilberto Martinho (pt) (VF : William Sabatier) : Almeida
- Beatriz Lyra (pt) (VF : Nicole Favart) : Ester
- Norma Blum (VF : Annie Balestra) : Malvina
- Átila Iório (pt) (VF : Pierre Garin) : Miguel
- Isaac Bardavid (pt) (VF : Jacques Thébault) : Francisco
- Léa Garcia (VF : Marie-Christine Darah) : Rosa
- Mário Cardoso (pt) (VF : Michel Paulin) : Henrique
- Elisa Fernandes (pt) (VF : Céline Monsarrat) : Taís
- Dary Reis (pt) (VF : Michel Bardinet) : Fontoura

## Versions
- Isaura (2004), produit par Rede Record; avec Bianca Rinaldi.